# Shanor
Shanor fou un estat tributari protegit del grup de Sankheda Mehwas a l'agència de Rewa Kantha, presidència de Bombai, província de Gujarat, a la riba dreta del Narmada.
Tenia una superfície de 28 km² i estava format per sis pobles. Els ingressos estimats eren el 1881 de 1.013 lliures de les quals 135 eren pagades com a tribut al Gaikwar de Baroda. El sobirà era una branca jove dels sobirans de Mandwa. El 1931 consten set pobles i una població de 1.840 habitants.
Va signar un tractat amb els britànics el 1825. El darrer príncep fou Thakur Shri Prabhatsinghji Narsinhji (1927-1948)